# Łubie

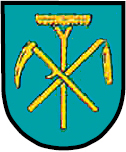
Nieoficjalny herb wsi Łubie

Łubie (niem. Lubie) – wieś sołecka w Polsce położona w województwie śląskim, w powiecie tarnogórskim, w gminie Zbrosławice.
Integralnymi częściami Łubia są Łubie Górne i Łubie Dolne.

## Historia
W XIX wieku właścicielami okolicznych dóbr została rodzina Baildonów, potomków Johna Baildona. W 1860 roku syn Johna, Artur (1822–1909), wzniósł tu okazały  pałac. Na przykościelnym cmentarzu spoczywają tu członkowie rodziny Johna: żona Helena z d. Galli (1784–1859), syn Artur, wnuk Aleksander (1859–1887) oraz członkowie kolejnych generacji.
W okresie hitlerowskiego reżimu w latach 1936–1945 miejscowość nosiła nazwę Hohenlieben.
W latach 1945–54 siedziba gminy Łubie. W latach 1954–1972 wieś należała i była siedzibą władz gromady Łubie. W latach 1975–1998 miejscowość należała administracyjnie do województwa katowickiego.
Dojazd autobusem linii 153 obsługiwanej przez Zarząd Transportu Metropolitalnego z Tarnowskich Gór oraz z Pyskowic.

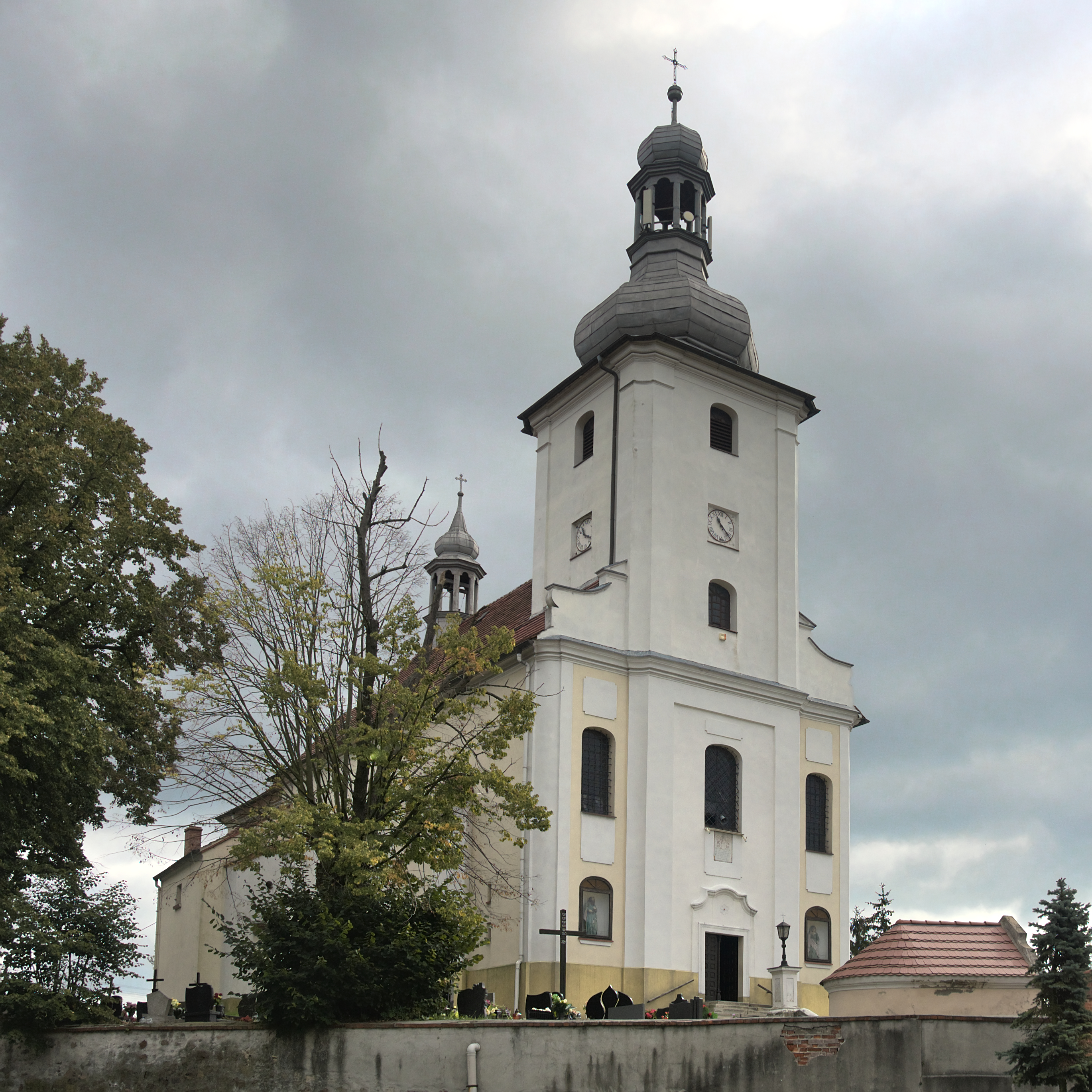
Kościół parafialny
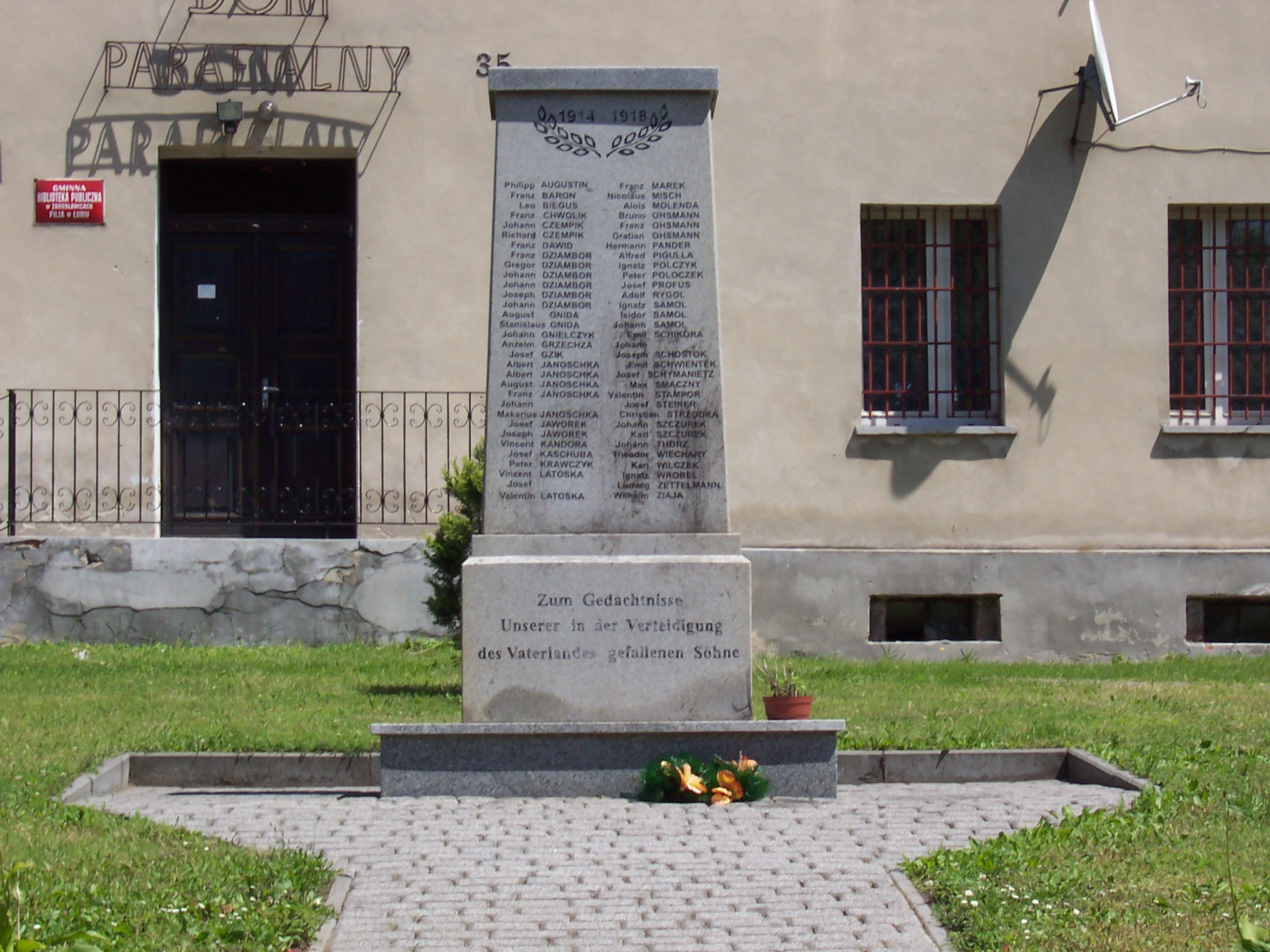
Pomnik ofiar wojennych
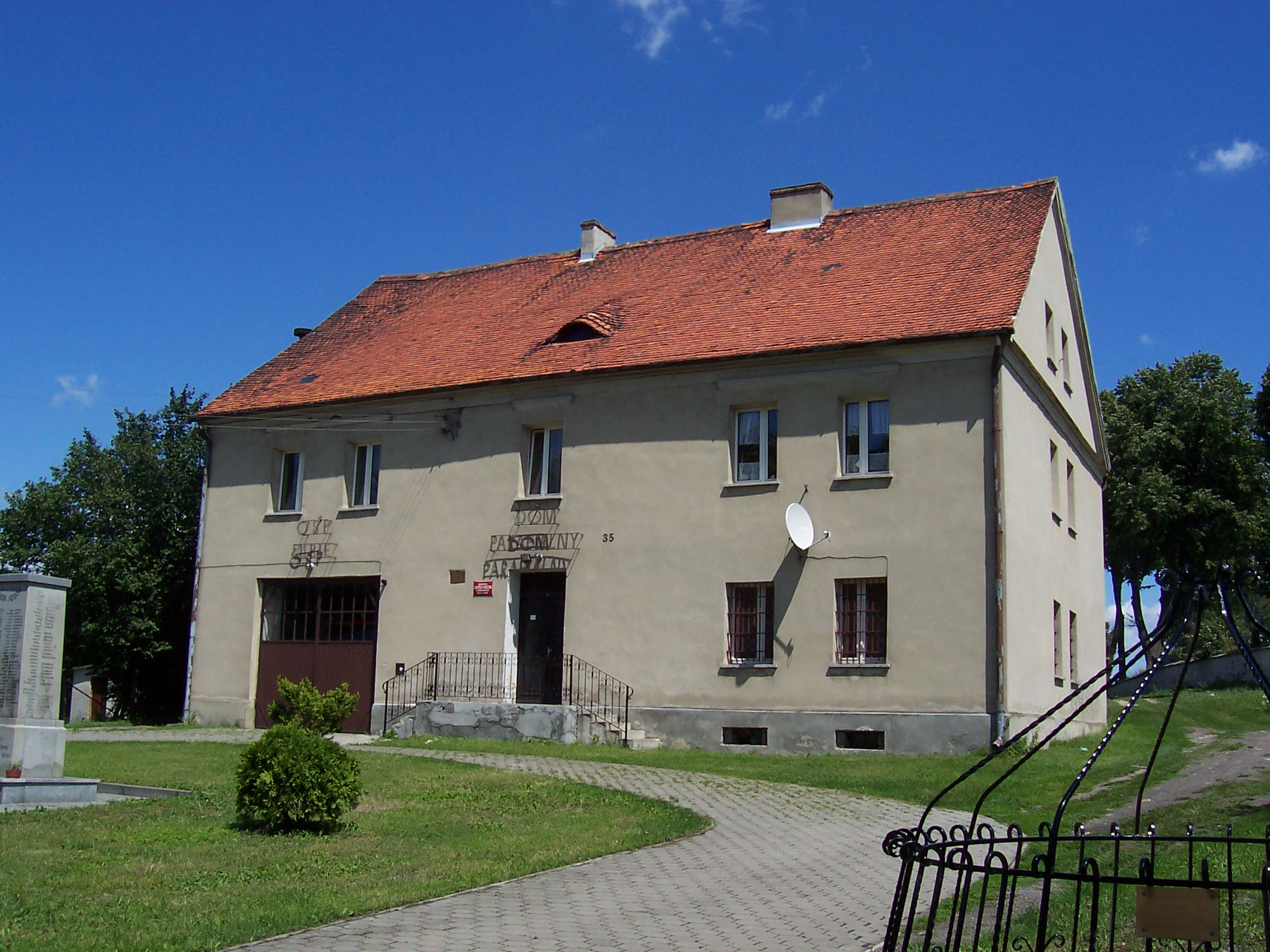
Budynek OSP i parafii
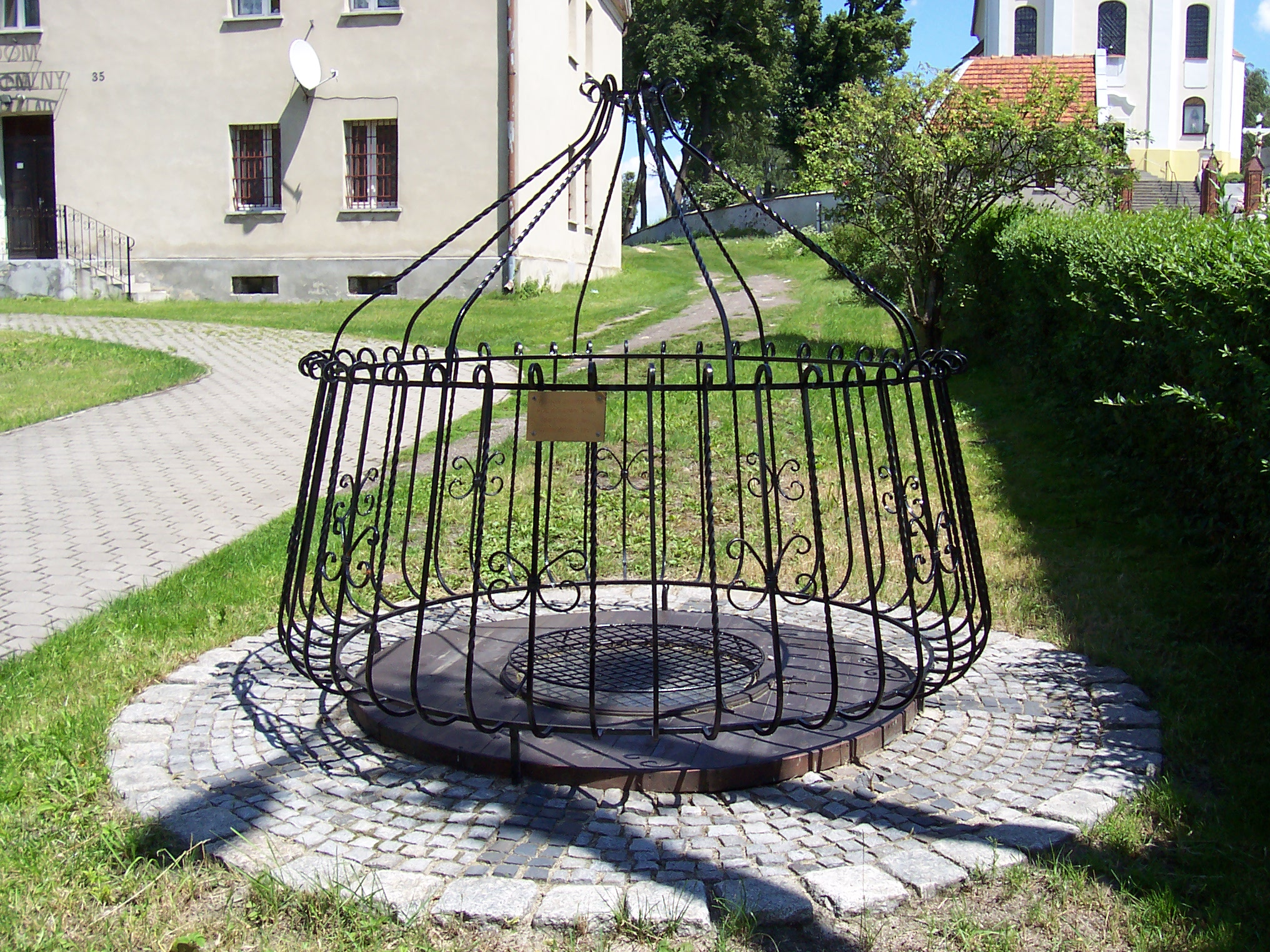
Studnia zabytkowa

## Zabytki
- Kościół Narodzenia Najświętszej Maryi Panny w Kopienicy-Łubiu
- Pałac, który po nacjonalizacji uległ znacznym zniszczeniom, odrestaurowano na początku lat 90. XX w. Dziś mieści się w nim Dom Pomocy Społecznej.